# Thibau Nys
Thibau Nys (Bonheiden, 12 de novembro de 2002) é um desportista belga que compete no ciclismo nas modalidades de rota e ciclocross. Ganhou uma medalha de ouro no Campeonato Europeu de Ciclismo em Estrada de 2021, na prova de rota sub-23.

## Medalheiro internacional
| Campeonato Europeu | Campeonato Europeu | Campeonato Europeu | Campeonato Europeu |
| Ano                | Lugar              | Medalha            | Competição         |
| ------------------ | ------------------ | ------------------ | ------------------ |
| 2021               | Trento ( Itália)   | Medalha de ouro    | Estrada sub-23     |

## Palmarés
- 2021
  - Campeonato Europeu em Estrada sub-23